# Melanophthalma distinguenda
Melanophthalma distinguenda é uma espécie de insetos coleópteros polífagos pertencente à família Latridiidae.
A autoridade científica da espécie é Comolli, tendo sido descrita no ano de 1837.
Trata-se de uma espécie presente no território português.